# La morte co la coda
(Giuseppe Gioachino Belli, introduzione alla raccolta dei sonetti)

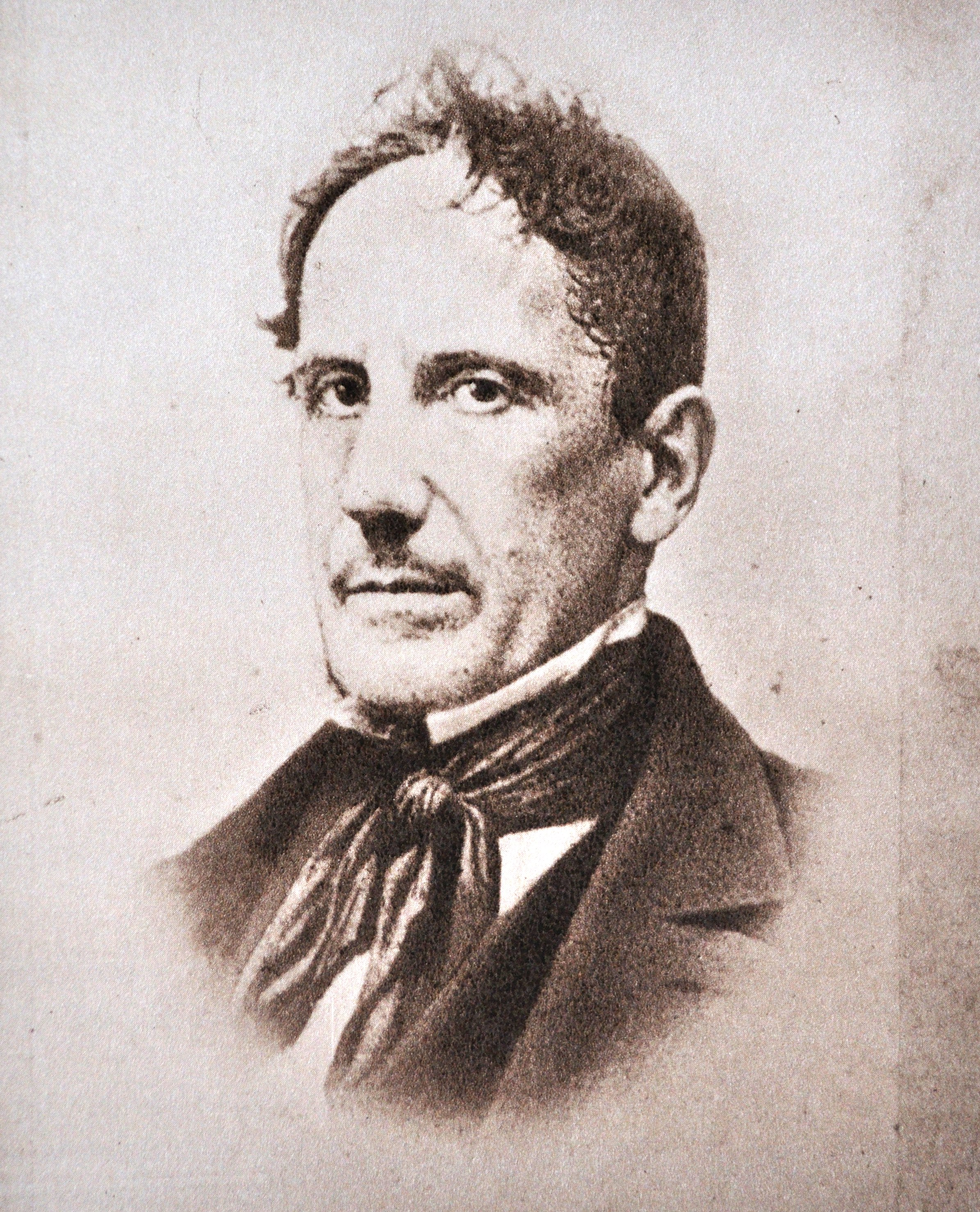
Giuseppe Gioachino Belli

La morte co la coda è un sonetto composto da Giuseppe Gioachino Belli il 29 aprile 1846.

## Versione in prosa del sonetto
Non c'è via di scampo: o siamo miscredenti giacobini o crediamo alla legge divina (Cqua nun ze n'essce: o ssemo ggiacubbini,/ O ccredemo a la lègge der Ziggnore.): se ci crediamo, a qualunque stato sociale si appartenga (Si cce credemo, o mminenti o ppaini), per tutti il pensiero della morte fa gelare il sangue dal terrore (La morte è un passo cche we ggela er core). Su questo mondo ci si affanna per divertirsi andando al teatro o ai banchetti, ad ubriacarsi nelle osterie o a fare l'amore; ci si dà da fare per trafficare e accumulare denari (Se trafica, s'impozzeno quadrini) senza badare a niente e a nessuno...(Se fa dd'oggn'erba un fasscio... eppoi se more!) e tutto questo per arrivare alla inesorabile fine comune della morte. Morte che non è la fine di tutto ma che ha un seguito, una coda: ed è proprio allora  che cominciano i guai: tutti nell'altro mondo dobbiamo andare incontro a un'altra vita che, non importa tanto che sia buona o cattiva (Eppuro, o bbene o mmale, o a ggalla o a ffonno), ma il peggio è che non finisce mai: un'eternità che è una cagna di eternità (Sta cana eternità ddev'èsse eterna!).

## Commento

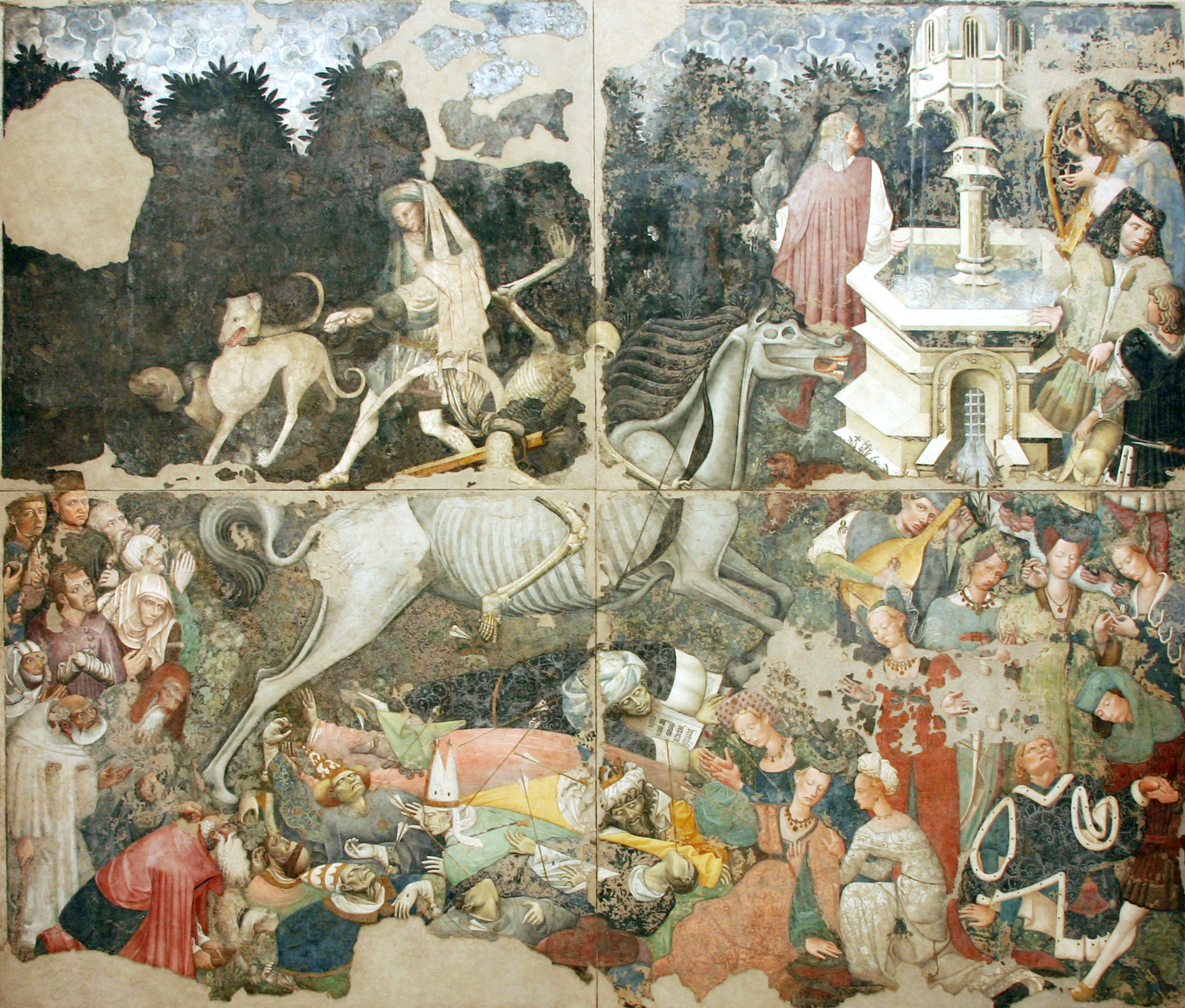
Trionfo della Morte, affresco del 1446 circa nel Palazzo Abatellis a Palermo

Il tema della morte e dell'inesorabile destino dell'uomo accompagna tutta la riflessione dei sonetti belliniani. È un tema dominante che, in modo esplicito o accennato, appare sin dai primi sonetti, che la critica letteraria considera come un'unica meditazione lirica del Belli, composti nel periodo che va dal 1830 al 1837: (Er peccato d'Adamo (1831), Sto monno e quell'antro (1832),
La vita dell'Omo (1833),Er caffettiere fisolofo (1833) ; pensiero assillante ripreso ne La morte co la coda del 1846 poco prima che Belli terminasse la sua produzione poetica.
La teologia popolare de La morte co la coda si rifà a quella della Controriforma ma l'immagine della morte è molto più antica, risale alla tradizione pittorica medioevale dove si raffigura la morte caudata.
Questa coda della morte, l'eternità è peggio della morte stessa: è un pensiero questo che squinterna, scuote il plebeo (ppaino) come il nobile (mminente). Non è il rimanere a galla o l'andare a fondo che incute terrore ma il pensiero dell'eternità che sconquassa, che va oltre la mente dell'uomo. Ed è un'eternità "cana", maledetta, quella che aspetta l'uomo abituato alla sua dimensione temporale.
Appare chiaro come ormai sia lo stesso Belli ad essere diventato il vero protagonista delle amare riflessioni sul destino dell'uomo; non è più il rozzo plebeo che riflette sull'inferno e sulla morte ma lo stesso colto autore che cerca ancora di nascondersi dietro il dialetto romanesco che non a caso, com'è stato osservato dalla critica letteraria, tende ora ad essere meno stretto e più vicino alla lingua, alla razionalità dell'intellettuale "giacobino" ed insieme alla religiosità del devoto papalino.
Gli  interpreti della poesia belliniana hanno visto gli stretti legami stilistici e di contenuto che collegano questo ad altri sonetti dello stesso periodo e ad altri autori sullo stesso tema.
Belli di solito assume la maschera-dialetto del plebeo sfacciato facendogli raccontare ciò che prova con un atteggiamento doppio e ambiguo di contestazione e polemica ma nello stesso tempo di ossequio al potere clericale, di blasfemia ma assieme di congenita fede superstiziosa.

Questo duplice aspetto dell'intellettuale Belli che convive con il popolano romanesco nei sonetti che affrontano temi più specificatamente esistenziali che trattano della morte, sembra saltare, sostituito dalla cupa riflessione dell'autore in prima persona.
Così  Il caffettiere fisolofo, che apertamente si allontana dai protagonisti plebei dei sonetti del Belli, di cui rimane solo quel termine storpiato di fisolofo a richiamare l'ignoranza popolare, può essere considerato il sonetto che segna il termine ultimo della riflessione del Belli sulla sorte disperata dell'uomo, stritolato senza neppure saperlo come un chicco di caffè nel macinino, caratterizzata dalla completa assenza di una speranza religiosa.